# Ralph Kaplowitz
Ralph Kaplowitz, né le 18 mai 1919, dans le Bronx, à New York, décédé le 2 février 2009, dans le Queens, à New York, est un ancien joueur américain de basket-ball. Il évolue durant sa carrière aux postes d'arrière et d'ailier. 

## Palmarès
- Champion BAA 1947